# Cosmorama Pittorico

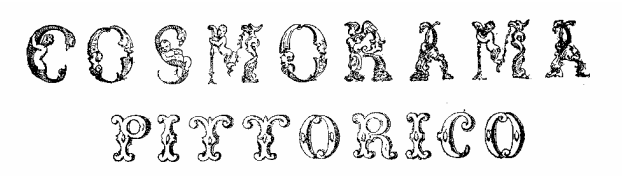
Logo di «Cosmorama Pittorico» a partire dal 1846.

Cosmorama Pittorico fu una rivista illustrata fondata a Milano da Giovanni Francesco Zini, avvocato. Dal 1835 fu diretto da Giuseppe Sacchi, che la dotò di un'apposita tipografia, e dal cugino Defendente Sacchi fino alla morte di quest'ultimo nel 1840; la direzione grafica venne affidata a Luigi Sacchi.
Molti degli esponenti della società artistico-letteraria milanese (Carlo Tenca, Alessandro Lampugnani nonché un esordiente Antonio Ghislanzoni) si accostarono al giornalismo facendo le prime esperienze sul «Cosmorama Pittorico», che ebbe il merito di essere la prima rivista in cui le illustrazioni ricoprirono un ruolo importante (novità questa che fu rimproverata da Carlo Cattaneo, che pure fu un collaboratore assiduo).
Dopo il 1848 la rivista entrò in crisi e fu chiusa.
Nel novembre 1855 il marchio fu ripreso da tre impresari-attori, Alamanno Morelli, Francesco Zappert e Vitaliano Prina, che fondarono un'agenzia teatrale. Il periodico rinacque come organo dell'agenzia teatrale omonima. L'anno seguente Zappert rilevò la rivista, che uscì in una nuova serie dal 2 gennaio 1857.
Successivamente il periodico proseguì le pubblicazioni con la testata «Cosmorama». Fu chiuso nel 1910.